# Jenna Rosenthal
Jenna Rosenthal (* 14. Mai 1996 in Fond du Lac, Wisconsin) ist eine US-amerikanische Volleyballspielerin. Die Mittelblockerin spielt seit 2019 für den deutschen Bundesligisten Allianz MTV Stuttgart, mit dem sie 2020 im Pokalfinale stand.

## Karriere
Rosenthal begann ihre Karriere an der Fond du Lac High School. Von 2014 bis 2018 studierte sie an der Marquette University und spielte in der Universitätsmannschaft. Nach dem Abschluss ihres Studiums ging sie 2018 zum finnischen Erstligisten LP Viesti Salo. Mit der US-Nationalmannschaft gewann sie 2019 den Pan American Cup und nahm an den Panamerikanischen Spielen teil. Anschließend wechselte sie zum deutschen Meister Allianz MTV Stuttgart. Mit dem Verein erreichte sie das Finale im DVV-Pokal 2019/20, das Stuttgart gegen den Dresdner SC verlor. Als die Bundesliga-Saison kurz vor den Playoffs abgebrochen wurde, stand die Mannschaft auf dem zweiten Tabellenplatz. Auch in der Saison 2020/21 spielt Rosenthal für Stuttgart.